# Charles-Jean-Marc Lullin
Charles-Jean-Marc Lullin de Châteauvieux (d'Evordes), né le 1er mars 1752 à Genève et mort dans la même ville le 11 mai 1833, est un agronome genevois.

## Biographie
En 1767, il entre au service de France, dans le régiment de Diesbach où il commande une compagnie. En 1778, il donne sa démission pour retourner au pays où il s'occupe avec succès de travaux agricoles et entre au Conseil des Deux-Cents.
Sous le régime français, Lullin fut maire de Compesières. À la restauration de la République, il est élu au Conseil représentatif, le 19 septembre 1814, et appelé, le 5 novembre, à occuper un siège au Conseil militaire. Membre de la classe d'agriculture de la Société des arts dès 1808, Lullin fit aussi partie de la Société royale et centrale d'agriculture de Paris, de la Société helvétique des sciences naturelles, des Sociétés d'agriculture de Zurich, de Berne, de Lausanne, de Liège, de Lyon, de Nancy et de Niort. Le roi Louis XVIII de France lui accorde, par ordonnance du 5 novembre 1814, la croix de chevalier du Mérite militaire.

## Publications
- Observations sur les bêtes à laine, Genève, 1804
- Les prairies artificielles d'été et d'hiver, Genève, 1806
- L'Almanach du cultivateur du Léman, Genève, 2 vol., 1812-1813
- Le cultivateur du Canton de Genève, Genève, 2 vol., 1823
- Abrégé d'agriculture et d'économie domestique, par demandes et par réponses, à l'usage des Écoles d'enseignement mutuel des jeunes filles des communes rurales du Canton de Genève, Genève : chez J.-J. Paschoud, 1825.
- Mémoires sur les attelages de vaches, Genève et Paris, 1826
- Du perfectionnement de la culture de la vigne, Genève et Paris, 1832
- Du défrichement des bois, Paris, 1836

## Sources
- Albert de Montet, Dictionnaire biographique des Genevois et des Vaudois, Lausanne, Georges Bridel, 2 vol., 1877-1878
- Dominique Zumkeller, « Lullin, Charles-Jean-Marc de Châteauvieux » dans le Dictionnaire historique de la Suisse en ligne, version du 3 septembre 2007.